# مسبار السعة
مسبار السعة أو مجس السعة (بالإنجليزية: Capacitance probe)‏، هو مسبار يُستخدم في مستشعرات السعة (أو مستشعرات العازل) السعة الكهربية لقياس السماحية العازلة للوسط المحيط. يشبه في تكوينه المسبار النيوتروني، حيث يُثبت أنبوب وصول مصنوع من مادة بولي كلوريد الفاينيل PVC في التربة؛ يمكن أيضًا أن تكون المجسات معيارية (على شكل مشط) ومتصلة بجهاز تسجيل. يتكون رأس الاستشعار من دائرة مذبذب، ويُحدد التردد بواسطة قطب كهربائي حلقي، ومكثف تأثير هامشي، وثابت العزل للتربة. يتكون كل مستشعر مكثف من حلقتين معدنيتين مثبتتين على لوحة الدائرة على مسافة ما من الجزء العلوي من أنبوب الوصول. هذه الحلقات هي زوج من الأقطاب الكهربائية، والتي تُشكل ألواح المكثف وتُمثل التربة العازل بينهما. ترتبط اللوحات بمذبذب يتكون من محث ومكثف. يتولد المجال الكهربائي المتذبذب بين الحلقتين ويمتد إلى وسط التربة من خلال جدار أنبوب الوصول. يشكل المكثف والمذبذب دائرة، ويجري الكشف عن التغييرات في ثابت العازل للوسائط المحيطة عن طريق التغييرات في تردد التشغيل. جرى تصميم أجهزة استشعار السعة للتذبذب بما يزيد عن 100 ميجا هرتز داخل أنبوب الوصول في الهواء الحر. إشارة خرج المستشعر هي استجابة التردد لسعة التربة بسبب مستوى رطوبتها.

## التطبيقات
- أحد التطبيقات لمثل هذا الجهاز هو قياس محتوى الماء في التربة (نسبة الرطوبة)، حيث يؤثر حجم الماء في الحجم الإجمالي للتربة، ويؤثر بشكل كبير على سماحية العزل للتربة لأن العازل للماء (80) أكبر بكثير من المكونات الأخرى للتربة (التربة المعدنية: 4، المواد العضوية: 4، الهواء: 1). عندما تتغير كمية الماء في التربة، يقوم المسبار بقياس التغير في السعة بسبب التغير في السماحية العازلة التي يمكن أن ترتبط ارتباطًا مباشرًا بالتغير في محتوى الماء. تُستخدم أجهزة استشعار السعة الآن على نطاق واسع في تطبيقات جدولة الري في الزراعة في جميع أنحاء العالم.
- مراقبة معالجة المواد المركبة: تُستخدم أجهزة استشعار العازل أو السعة لقياس الاستجابة الكهربائية للراتنجات الصلبة بالحرارة ومصفوفات المواد المركبة على عمق محدد فوق سطح المستشعر. النموذج الرئيسي المستخدم في استخدام هذه المستشعرات هو نموذج المجال الكهربائي. إن التوافق بين الخصائص الكهربائية للمادة داخل المجال والقياس (أي السعة) أمر أساسي في تفسير القراءات من مستشعر العازل.
- قياس الخلوص الطرفي في اختبار الآلات التوربينية.[1]
- يمكن أيضًا استخدام مستشعرات السعة لقياس مستوى بعض المواد الصلبة في الهياكل مثل القواديس أو الصوامع.